# Diazowanie
Diazowanie – reakcja chemiczna między pierwszorzędową aminą aromatyczną i kwasem azotawym, w wyniku której powstaje związek diazoniowy. Reakcja diazowania przebiega tylko w środowisku kwaśnym, więc amina, która bierze udział w takiej reakcji ulega rozpuszczeniu w roztworze kwasu solnego lub też kwasu siarkowego, a następnie tworzy chlorowodorek lub siarczan. Reakcja taka przebiega według wzoru:
C6H5NH2 + HCl →(C6H5NH3)+Cl−
Do reakcji nie używa się wolnego kwasu azotawego, ze względu na jego nietrwałość, ale roztworu azotynu sodu, który wkrapla się do mocno kwaśnego roztworu soli aminy. W wyniku reakcji podwójnej wymiany powstaje kwas azotawy, który następnie reaguje z aminą:
NaNO2 + HCl → HNO2 + NaCl
(C6H5NH3)+Cl− + HNO2 →(C6H5N2)+Cl− + 2H2O
Ponieważ charakterystyczną reakcją związków diazoniowych jest reakcja sprzęgania z aminami aromatycznymi, więc jeśli w środowisku reakcji znajduje się niewielka ilość wolnej aminy, to reaguje ona z tworzącą się solą diazoniową zmniejszając wydajność reakcji. Aby temu zapobiec reakcję prowadzi się w środowisku kwaśnym, gdyż nadmiar kwasu zapobiega hydrolizie soli, a tym samym reakcji sprzęgania, ponadto używa się ściśle stechiometrycznych ilości reagentów.
Reakcję prowadzi się zwykle w temperaturach od 0 do 5 °C, gdyż w wypadku przekroczenia tych temperatur zachodzą niepożądane procesy uboczne (wydzielanie gazowego azotu). Diazowanie jest reakcją egzotermiczną.